# جاربیج (نوادا)
جاربیج، نوادا (به انگلیسی: Jarbidge, Nevada) یک محدوده ثبت‌نشده در ایالات متحده آمریکا است که در شهرستان ایلکو، نوادا واقع شده‌است.

## خصوصیات
جاربیج ۱٬۸۹۵٫۲۷ متر بالاتر از سطح دریا واقع شده‌است.